# Convocazioni per il UEFA Under-19 Futsal Championship 2022
Quello che segue è l'elenco di giocatori convocati per ogni nazionale ai UEFA Under-19 Futsal Championship 2022. Ogni nazione doveva presentare una squadra composta da 14 giocatori. Un minimo di due portieri dovevano essere inclusi nella lista della squadra.

## Gruppo A

### Spagna[1]
Allenatore: Albert Canillas Alavés
| N. | Pos. | Giocatore                  | Data di nascita/Età | Squadra         |
| -- | ---- | -------------------------- | ------------------- | --------------- |
| 1  | POR  | Mario Gómez Hernández      |                     | Inter           |
| 2  | DIF  | Ignacio Gómez Benítez      |                     | Ribera Navarra  |
| 4  | DIF  | Ion Cerviño Pueyo          |                     | Xota            |
| 5  | LAT  | Jorge Espín Meseguer       |                     | Ribera Navarra  |
| 6  | PIV  | Nicolás Marrón Bleda       |                     | Barcellona      |
| 7  | LAT  | Pablo Ordóñez Jiménez      |                     | UMA Antequera   |
| 8  | LAT  | Guido García Sánchez       |                     | Betis           |
| 9  | LAT  | Adrián Rivera González     |                     | S10 Saragozza   |
| 10 | LAT  | Juan José Moreno López     |                     | ElPozo Murcia B |
| 11 | PIV  | Jorge Carrasco García      |                     | Betis           |
| 13 | POR  | Alejandro Palazón González |                     | ElPozo Murcia B |
| 14 | LAT  | Álex García Muñoz          |                     | Ibiza           |
| 15 | DIF  | Adrián Tapias Villalba     |                     | Barcellona      |
| 16 | LAT  | Albert Ortas Net           |                     | Barcellona      |

### Ucraina[2]
Allenatore: Vitalii Odehov
| N. | Pos. | Giocatore            | Data di nascita/Età | Squadra          |
| -- | ---- | -------------------- | ------------------- | ---------------- |
| 1  | P    | Mykola Khomiak       |                     | Uragan           |
| 2  |      | Sava Lutai           |                     | AZS UW           |
| 4  | P    | Dmytro Diachenko     |                     | Kardinal Rivne   |
| 6  |      | Davyd Kalashnyk      |                     | B/K              |
| 7  |      | Vladyslav Syzyk      |                     | Lyubart          |
| 8  |      | Andrii Brytan        |                     | Uragan           |
| 9  |      | Maksym Malynovskyi   |                     | Kardinal Rivne   |
| 10 |      | Oleksandr Dychuk     |                     | Uragan           |
| 11 |      | Oleksandr Smetanenko |                     | B/K              |
| 12 | P    | Mykola Huivan        |                     | Uragan           |
| 13 | U    | Rostyslav Semenčenko |                     | Clust Kiev       |
| 17 |      | Yaroslav Kvasnii     |                     | Enerhija Leopoli |
| 18 |      | Dmytro Skybchyk      |                     | Kardinal Rivne   |
| 19 |      | Andrii Tkachuk       |                     | Uragan           |

### Croazia[3]
Allenatore: Duje Maretić
| N. | Pos. | Giocatore           | Data di nascita/Età | Squadra     |
| -- | ---- | ------------------- | ------------------- | ----------- |
| 1  | POR  | Mate Vrdoljak       |                     | Universitas |
| 4  |      | Toni Borčić         |                     | Spalato     |
| 5  |      | Duje Dragičević     |                     | Vrgorac     |
| 6  |      | Lovro Cigler        |                     | Uspinjača   |
| 7  |      | Domagoj Đurković    |                     | Brod 035    |
| 9  |      | Dominik Čičić       |                     | Spalato     |
| 10 |      | Romeo Sušac         |                     | Aurelia     |
| 11 |      | Josip Govorko       |                     | Vrgorac     |
| 12 | POR  | Ivan Vukosav        |                     | Vrgorac     |
| 13 |      | Filip Josipović     |                     | Aurelia     |
| 14 |      | Gabrijel Lasić      |                     | NV Makarska |
| 15 |      | Marko Pest-Mundvajl |                     | Aurelia     |
| 16 |      | Branko Artić        |                     | Jesenje     |
| 17 |      | Tonino Zorotović    |                     | Olmissum    |

### Romania[4]
Allenatore: Robert Lupu
| N. | Pos. | Giocatore             | Data di nascita/Età | Squadra               |
| -- | ---- | --------------------- | ------------------- | --------------------- |
| 1  | POR  | Alin Robert Cârdei    |                     | United Galați         |
| 2  |      | Daniel Vlad Ilie      |                     | S10 Saragozza         |
| 3  |      | Arpad Miklós          |                     | Székelyudvarhely      |
| 4  |      | Botond Mojzi          |                     | KSE Târgu Secuiesc    |
| 5  |      | Alexandru Trifa       |                     | Informatica Timișoara |
| 6  |      | Norbert Barbocz       |                     | KSE Târgu Secuiesc    |
| 7  |      | Tamás Nagy            |                     | City'us TM            |
| 8  |      | János Csongor Csog    |                     | Székelyudvarhely      |
| 9  |      | József Kerestély      |                     | Székelyudvarhely      |
| 10 |      | Marius Georgel David  |                     | Informatica Timișoara |
| 11 |      | Attila Hegy           |                     | Székelyudvarhely      |
| 12 | POR  | Sandrin Damian Tompea |                     | Székelyudvarhely      |
| 13 |      | Andrei Buhăceanu      |                     | Informatica Timișoara |
| 21 | POR  | Robert Vasile Căruntu |                     | SC García             |

## Gruppo B

### Polonia
Allenatore: Łukasz Żebrowski
| N. | Pos. | Giocatore          | Data di nascita/Età | Squadra |
| -- | ---- | ------------------ | ------------------- | ------- |
| 1  | POR  | Dawid Lach         |                     |         |
| 2  |      | Kamil Gryko        |                     |         |
| 3  |      | Szymon Licznerski  |                     |         |
| 4  |      | Cezary Zdunek      |                     |         |
| 5  |      | Kacper Sendlewski  |                     |         |
| 6  |      | Marcin Jasrzembski |                     |         |
| 7  |      | Filip Turkowyd     |                     |         |
| 8  |      | Miłosz Krzempek    |                     |         |
| 9  |      | Kamil Roll         |                     |         |
| 10 |      | Kacper Opatowski   |                     |         |
| 11 |      | Maciej Mazur       |                     |         |
| 12 | POR  | Paweł Mura         |                     |         |
| 13 |      | Adrian Formela     |                     |         |
| 14 |      | Albert Betowski    |                     |         |

### Francia[5]
Allenatore: Clément Lerebours
| N. | Pos. | Giocatore        | Data di nascita/Età         | Squadra          |
| -- | ---- | ---------------- | --------------------------- | ---------------- |
| 1  | POR  | Thibaut Garros   | 2 gennaio 2003 (19 anni)    | UJS Tolosa       |
| 2  | DIF  | Léo Faytre       | 6 febbraio 2002 (20 anni)   | ACASA Parigi     |
| 4  | DIF  | Sofiane Alla     | 26 gennaio 2002 (20 anni)   | Olympique Lione  |
| 5  | DIF  | Gora Diop        | 20 gennaio 2004 (18 anni)   | Nantes Métropole |
| 6  | DIF  | Rahane Kandoussi | 26 giugno 2002 (20 anni)    | Goal Futsal Club |
| 7  | DIF  | Amin Benslama    | 13 maggio 2003 (19 anni)    | Cartagena        |
| 9  | DIF  | Mamady Kouyate   | 5 febbraio 2005 (17 anni)   | ACASA Parigi     |
| 10 | LAT  | Marra Diabira    | 21 luglio 2002 (20 anni)    | Pfastatt         |
| 11 | PIV  | Ibrahima Niakate | 21 gennaio 2002 (20 anni)   | Goal Futsal Club |
| 12 | POR  | Axel Duperret    | 25 giugno 2003 (19 anni)    | Goal Futsal Club |
| 13 | PIV  | Amine Gueddoura  | 20 gennaio 2002 (20 anni)   | Condrieu         |
| 17 | LAT  | Romaris Obargui  | 17 settembre 2002 (19 anni) | Marcouville SC   |
| 19 | LAT  | Mathis Gazengel  | 27 giugno 2003 (19 anni)    | Goal Futsal Club |
| 20 | PIV  | Houmany Dembele  | 20 aprile 2002 (20 anni)    | ACASA Parigi     |

### Italia[6]
Allenatore: Massimiliano Bellarte
| N. | Pos. | Giocatore              | Data di nascita/Età         | Squadra      |
| -- | ---- | ---------------------- | --------------------------- | ------------ |
| 1  | POR  | Dennis Berthod         | 31 luglio 2003 (19 anni)    | Sandro Abate |
| 2  | DIF  | Nicolò Pieri           | 21 luglio 2002 (20 anni)    | Feldi Eboli  |
| 3  | LAT  | Simone De Felice       | 18 settembre 2003 (18 anni) | L84          |
| 5  | PIV  | Leonardo Scavino       | 24 gennaio 2002 (20 anni)   | Asti Orange  |
| 6  | LAT  | Gabriel Pazetti        | 22 gennaio 2002 (20 anni)   | L84          |
| 7  | LAT  | Antonino Isgrò         | 19 giugno 2002 (20 anni)    | Olimpus Roma |
| 8  | DIF  | Francesco Vitale       | 8 ottobre 2002 (19 anni)    | Regalbuto    |
| 9  | PIV  | Lucas Henz Oeschler    | 9 aprile 2003 (19 anni)     | CUS Molise   |
| 10 | LAT  | Valerio Giulii Capponi | 28 gennaio 2002 (20 anni)   | Lazio        |
| 11 | PIV  | Yamoul Fahd            | 20 novembre 2002 (19 anni)  | Lecco        |
| 12 | POR  | Lorenzo Manservigi     | 25 giugno 2002 (20 anni)    | Meta Catania |
| 13 | LAT  | Marco Rosato           | 12 gennaio 2002 (20 anni)   | Itria        |
| 14 | PIV  | Tommaso Ansaloni       | 20 giugno 2002 (20 anni)    | Bologna      |
| 16 | DIF  | Davide Di Tata         | 27 gennaio 2002 (20 anni)   | Roma 3Z      |

### Portogallo[7]
Allenatore: José Luís Mendes
| N. | Pos. | Giocatore          | Data di nascita/Età        | Squadra          |
| -- | ---- | ------------------ | -------------------------- | ---------------- |
| 1  | POR  | Tiago Velho        | 4 maggio 2002 (20 anni)    | Modicus          |
| 2  | LAT  | Rúben Teixeira     | 17 ottobre 2002 (19 anni)  | Caxinas          |
| 3  | DIF  | Diogo Santos       | 7 novembre 2002 (19 anni)  | Sporting Lisbona |
| 4  | DIF  | Raúl Moreira       | 30 aprile 2003 (19 anni)   | Caxinas          |
| 5  | DIF  | Ricardo Marques    | 3 giugno 2004 (18 anni)    | Caxinas          |
| 6  | LAT  | Rafael Freire      | 11 marzo 2003 (19 anni)    | Fundão           |
| 7  | DIF  | Bruno Maior        | 23 gennaio 2004 (18 anni)  | Sporting Lisbona |
| 8  | LAT  | Tiago Macedo       | 3 luglio 2004 (18 anni)    | Sporting Lisbona |
| 9  | PIV  | Pedro Santos       | 2 febbraio 2005 (17 anni)  | Sporting Lisbona |
| 10 | LAT  | Tomás Colaço       | 13 ottobre 2004 (17 anni)  | Benfica          |
| 11 | PIV  | Rodrigo Simão      | 2 giugno 2003 (19 anni)    | Caxinas          |
| 12 | POR  | Leandro Rodrigues  | 3 settembre 2002 (20 anni) | Azeméis          |
| 13 | PIV  | Diogo Furtado      | 5 aprile 2002 (20 anni)    | Belenenses       |
| 14 | LAT  | Kutchy Edmilson Sá | 12 ottobre 2002 (19 anni)  | Fundão           |